# Yūna Kasai
Yūna Kasai (葛西 優奈?, Kasai Yūna; Sapporo, 4 febbraio 2004) è una combinatista nordica giapponese.

## Biografia
Attiva dal marzo del 2019 e sorella gemella di Haruka, a sua volta sciatrice nordica, la Kasai ha esordito in Coppa Continentale il 22 febbraio 2020 a Eisenerz (9ª) e in Coppa del Mondo nella gara inaugurale del circuito femminile, disputata il 18 dicembre 2020 a Ramsau am Dachstein (14ª). Nella gara di debutto della combinata nordica femminile in una rassegna iridata, a Oberstdorf 2021, si è classificata 16ª e l'11 dicembre dello stesso anno ha conquistato a Otepää il primo podio in Coppa del Mondo (3ª); ai Mondiali di Planica 2023 si è piazzata 5ª nel trampolino normale e 5ª nella gara a squadre mista. Il 7 febbraio 2025 ha conquistato la prima vittoria in Coppa del Mondo nella gara a partenza in linea di Otepää e ai successivi Mondiali di Trondheim 2025 ha vinto la medaglia d'oro nella partenza in linea ed è stata 6ª nel trampolino normale e 4ª nella gara a squadre mista.

## Palmarès

### Mondiali
- 1 medaglia:
  - 1 oro (partenza in linea a Trondheim 2025)

### Coppa del Mondo
- Miglior piazzamento in classifica generale: 6ª nel 2023
- 4 podi (individuali):
  - 1 vittoria
  - 3 terzi posti

#### Coppa del Mondo - vittorie
| Data            | Località | Nazione | Trampolino    | Spec.      |
| --------------- | -------- | ------- | ------------- | ---------- |
| 7 febbraio 2025 | Otepää   | Estonia | Tehvandi HS97 | MS NH/5 km |

Legenda:

MS = partenza in linea

NH = trampolino normale